# Kreszenzia Hölzl
Kreszenzia Hölzl (auch Zenzi, Kreszentia oder Creszentia; * 28. November 1893 als Kreszentia Luger in Wallern im Böhmerwald; † 25. August 1958) war eine österreichische Politikerin (SPÖ).

## Leben
Kreszentia Luger, eine Tochter des Hammerschmieds Leopold Luger und seiner Frau Kreszentia, geb. Altendorfer, heiratete 1918 in Gloggnitz den Bäcker Raimund Hölzl. Dort arbeitete sie in der Tabaktrafik, die ihr Mann als Kriegsinvalide des Weltkrieges erhalten hatte. In der Zeit des Austrofaschismus war die Trafik ein Treffpunkt der Sozialisten.

## Politik

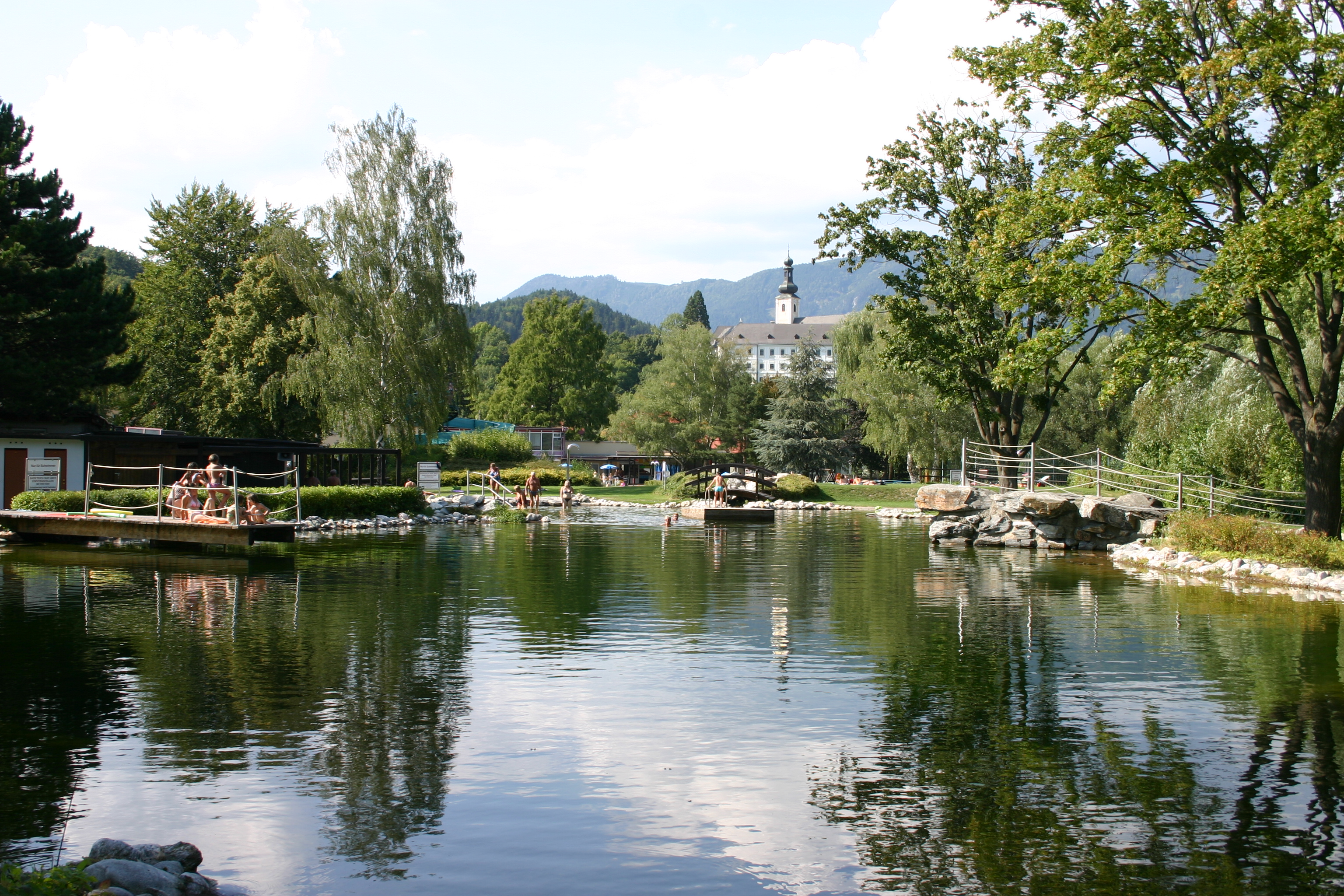
Das Naturbad in Gloggnitz

Von 1945 bis 1949 war Hölzl Abgeordnete im Landtag von Niederösterreich. Im Jahr 1948 wurde sie Bürgermeisterin in Gloggnitz und war die erste Frau, die dieses Amt in einer österreichischen Stadtgemeinde innehatte. Bereits im Juni 1946 hatte die kommunistische Zeitung Österreichische Volksstimme vermeldet, dass in der Gemeinde Oberhaag „die Bauerntochter Maria Rothschäd[e]l zur Bürgermeisterin gewählt“ wurde und die erste Bürgermeisterin Österreichs sei. Ab 1947 war außerdem Ottilie Ninaus Bürgermeisterin der 1968 aufgelösten Gemeinde Sierling. Hölzl übte dieses Amt bis 1958 aus und setzte sich in ihrer Amtszeit für die Erbauung des Alpenbades Gloggnitz ein, errichtete eine Mutterberatungsstelle und forcierte die Erneuerung der Wasserversorgung.